# Iwo Amelung
Iwo Amelung (* 1962 in Dresden) ist ein deutscher Sinologe und Hochschullehrer.

## Leben
Amelung studierte Sinologie und Geschichte an der Georg-August-Universität Göttingen, der Shandong University in Jinan sowie an der Rheinischen Friedrich-Wilhelms-Universität Bonn (1983–1992). Er wurde 1999 an der Freien Universität Berlin in Sinologie promoviert. Die Promotionsschrift „Der gelbe Fluß in Shandong (1851–1911): Überschwemmungskatastrophen und ihre Bewältigung im China der späten Qing-Zeit“ erschien im Jahr 2000. Amelung habilitierte sich 2005 mit dem Thema „Studien zur Rezeption ‚Westlichen Wissens’ im China des späten Kaiserreiches“ an der Friedrich-Alexander-Universität Erlangen-Nürnberg. Im selben Jahr hatte er einen Lehrauftrag an der ETH Zürich und vertrat den Lehrstuhl für Geschichte und Gesellschaft Chinas am Seminar für Sinologie und Koreanistik der Eberhard Karls Universität Tübingen. Von 2003 bis 2007 war er Managing Director des European Centre for Chinese Studies an der Peking-Universität. Seit 2007 ist er Professor für Sinologie an der Johann Wolfgang Goethe-Universität Frankfurt am Main und seit 2012 Teilprojektleiter am Frankfurter LOEWE-Schwerpunkt „Außergerichtliche und gerichtliche Konfliktlösung“. Er befasst sich mit der Wissenschafts- und Ideengeschichte des modernen China.

## Werke
- Der Gelbe Fluß in Shandong (1851–1911). Überschwemmungskatastrophen und ihre Bewältigung im China der späten Qing-Zeit (Opera Sinologica 9), Wiesbaden: Harrasowitz, 2000. ISBN 3-447-04337-7
- gemeinsam mit Michael Lackner und Joachim Kurtz (Hrsg.): New Terms for New Ideas. Western Knowledge and Lexical Change in Late Imperial China, Leiden: Brill, 2001. ISBN 90-04-12046-7
- gemeinsam mit Matthias Koch, Joachim Kurtz, Eun-Jeung Lee und Sven Saaler (Hrsg.): Selbstbehauptungsdiskurse in Asien: Japan – China – Korea, München: Iudicium 2003. ISBN 3-89129-845-5
- gemeinsam mit Anett Dippner (Hrsg.): Kritische Verhältnisse. Die Rezeption der Frankfurter Schule in China, Frankfurt: Campus 2009. ISBN 978-3-593-39009-3